# Tartu Ülikooli korvpallimeeskond
La Tartu Ülikool/Rock è una società cestistica avente sede a Tartu, in Estonia. Fondata nel 1944, gioca nel campionato estone.
Disputa le partite interne nella Tartu Ülikooli Spordihoone, che ha una capacità di 2.000 spettatori.

## Palmarès
- Campionato sovietico: 1

1949
- Campionato estone: 7

1999-2000, 2000-01, 2003-04, 2006-07, 2007-08, 2009-10, 2014-15
- Coppa di Estonia: 8

2002, 2004, 2009, 2010, 2011, 2013, 2014, 2021